# Karsikkojärvi (sjö i Kuhmo, Kajanaland)
Karsikkojärvi är en sjö i kommunen Kuhmo i landskapet Kajanaland i Finland. Sjön ligger 193,7 meter över havet. Arean är 72 hektar och strandlinjen är 7,67 kilometer lång. Sjön  ingår i Uleälvens huvudavrinningsområde.   Den ligger omkring 80 kilometer öster om Kajana och omkring 480 kilometer nordöst om Helsingfors. 